# Сидерит
Сидери́т (от др.-греч. σίδηρος — железо), распространённые тривиальные названия: железный (железистый) шпат, шпатовый железняк, а также бурый шпат:70 — минерал состава FeCO3, карбонат железа.

## Свойства
Растворяется в минеральных кислотах. Сингония тригональная, дитригонально-скаленоэдрический класс симметрии. Структура типа кальцита. Состав (%): FeO — 61,1%; CO 2 — 37,9. Образует непрерывные изоморфные ряды твёрдых растворов с магнезитом и родохрозитом. Спайность совершенная по ромбоэдру. Цвет желтовато-белый, серый, красновато-коричневый, бледно-зелёный, иногда белый. Черта белая или светло-жёлтая. Блеск стеклянный. Полупрозрачный, иногда просвечивает. Излом неровный до раковистого. Хрупкий. Важная руда для получения железа, так как в составе до 48 % железа и нет серы и фосфора. Встречается в виде кристаллов — чаще ромбоэдрических с искривленными гранями, призматических, скаленоэдрических, а также в виде массивных зернистых агрегатов. Характерны скрученные (седловидные) кристаллы. В осадочных породах образует скрыто-кристаллические землистые массы, конкреции с примесью глинистых минералов и гидроксидов железа.

## Происхождение
Происхождение гидротермальное или осадочное, встречается в полиметаллических месторождениях как жильный минерал. Легко выветривается до лимонита, при окислении переходит в бурый железняк. Распространенный минерал гидротермальных свинцово-цинковых и медных сульфидных жил. Часто присутствует в рудах гидротермальных жильных месторождений различных типов: серебряных, серебряно-полиметаллических, оловянных.
Сидерит — один из главных минералов оолитовых железистых осадков (образуется при диагенезе за счёт железистых хлоритов). Образуется также как метасоматический минерал в известняках и среди осадочных комплексов и при разрушении силикатов железа в восстановительных условиях. Сопутствующие минералы: касситерит, криолит, галенит, сфалерит, пирит, магнетит, хлорит, анкерит, лимонит, гематит. Сидерит встречается в жильных месторождениях свинцово-цинковых и медных руд вместе с пирротином, халькопиритом, анкеритом. Сидерит присутствует практически во всех разновидностях окисленных железистых кварцитов в большем или меньшем количестве и является рудным минералом в сидеритизованных разновидностях кварцитов.

## Распространение
Месторождения и проявления: Зигерланд, Гессен, Гарц (ФРГ), Штирия (Австрия), Шотландия, Южный Уэльс, Йоркшир (Великобритания), Вост. Урал (РФ), шт. Пенсильвания, Иллинойс, Индиана, Кентукки, Западная Вирджиния (США).
Наглядным примером проявления сидерита могут быть сидеритизованные разновидности железистых кварцитов Лебединского и Стойленского месторождений железных руд Курской магнитной аномалии (КМА). На КМА выделяют две генерации сидерита: метасоматический первичный сидерит заполняет поры и замещает мартит, кварц, силикаты.

## Обогащение и использование

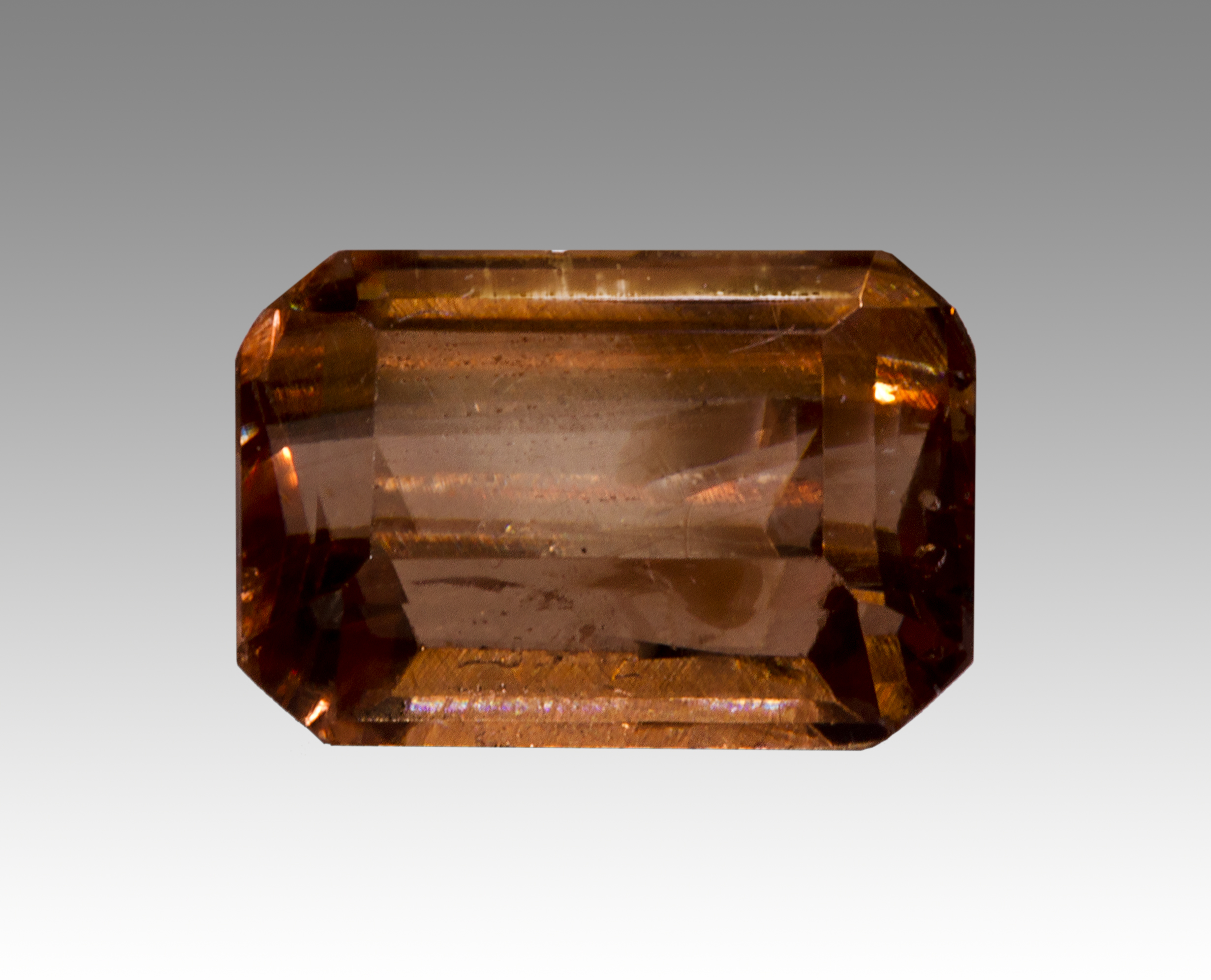
Сидерит в огранке. Бразилия

Из руд сидерит извлекают вместе с оксидами железа путём промывания, обогащения в тяжелых суспензиях, после чего обогащают на концентрационных столах и обжигают с последующей магнитной сепарацией.
Кроме металлургической промышленности сидерит используется в горном деле как утяжелитель буровых растворов. Карбонатные утяжелители рекомендуются для повышения плотности растворов в случае цементирования скважин в пределах продуктивных пластов. Это позволяет кислотной обработкой частично устранить вредное воздействие кольматации продуктивного пласта твёрдой фазой тампонажного раствора.